# Dan Mullins
Dan Mullins (født 15. juni 1978) er en britisk musiker der i 2007 sluttede sig til death/doom metal-bandet My Dying Bride, som afløser af Shaun Taylor-Steels. Før i tiden har Mullins spillet i en række andre bands, som var The Raven Theory, Thine, Bal-Sagoth, Sermon of Hypocrisy, Black Millenium og The Enchanted. Derudover har han også været midlertidig trommeslager i grupperne Kryokill, The Axis of Perdition, Minethorn og Warbastard.   

## Fodnoter
1. 1 2 3  "Dan Mullins biografi". Arkiveret fra originalen 26. september 2010. Hentet 25. december 2007.